# Eurozine
Eurozine es una red de revistas culturales europeas que enlaza más de 90 cabeceras de revistas asociadas, así como a instituciones y administraciones de casi todos los países europeos. Eurozine tiene sede en Viena y funciona también una revista digital que publica artículos originales y selecciona artículos de sus revistas asociadas con traducciones en alguna de las europeas importantes. Eurozine ofrece información para sus lectores internacionales y facilita la comunicación y el intercambio entre autores e intelectuales de Europa y de todo el mundo. Eurozine está dirigida por Philip Zielinski y desde noviembre de 2018 su editor jefe es Réka Kinga Papp.

## Historia
Eurozine nació de una red informal de revistas que data de 1983. Desde entonces, los editores de varias revistas culturales europeas se han citado una vez al año en una capital europea para intercambiar ideas y experiencias. En 1995, la reunión tuvo lugar en Viena. El éxito de este encuentro, en el que participaron por primera vez numerosas revistas de Europa del Este, y el rápido desarrollo de internet, animó a los editores a reforzar la red flexible existente con una red virtual, más sistematizada si cabe. Eurozine se creó oficialmente en 1998.
Hoy, Eurozine acoge el "Encuentro Europeo de Revistas Culturales" cada año junto con uno o más de sus socios.
Las revistas Kritika & Kontext (Bratislava), Mittelweg 36 (Hamburgo), Ord & Bild (Gotemburgo), Revista Crítica de Ciências Sociais (Coímbra), Transit - Europäische Revue (Viena) y Wespennest (Viena) son las fundadoras de Eurozine.

## Revistas asociadas
(Por países, en febrero de 2016)
| Albania - Mehr Licht! - Poeteka - Símbolo Austria - Dérive - L'Homme - Springerin - Wespennest - Transit Bielorrusia - Arche - Dziejaslou - pARTisan Bélgica - A Prior Magazine - La Revue nouvelle Bosnia y Herzegovina - Libreta de Sarajevo Bulgaria - Humanismo &amp; de crítica Croacia - Frakcija - Nova Istra República Checa - Un2 - Anfitrión - Revólver Revue - RozRazil Dinamarca - Lettre Internationale (Dinamarca) - Paso |  | España - L'Espill - Letras Libres Estonia - Akadeemia - Vikerkaar Finlandia - Nuori Voima - Ny Tid (Finlandia) Francia - Esprit - Multitudes - Sens público Alemania - Blätter für deutsche und internationale Politik - Gegenworte - Merkur - Mittelweg 36 - Osteuropa - Polar Grecia - Intellectum Hungría - 2000 - Magyar Lettre Internationale Italia - Il Mulino - Lettera internazionale - Reinicialización Letonia - Rigas Laiks - Studija |  | Lituania - Kulturos barai Macedonia del norte - Raíces Noruega - Le Monde diplomatique (Oslo) - Samtiden - Syn og Segn - Vagant Polonia - Krytyka Polityczna - Kultura Liberalna - Europa Oriental nueva - Res Publica Nowa Portugal - Artistas Unidos Revista - Revista Crítica de Ciências Sociais Rumanía - Dilema veche Rusia - Neprikosnovennij Zapas (NZ) - Observador Literario nuevo Serbia - Revista de Belgrado de Medios de comunicación y Comunicaciones - Beton - Genero |  | Eslovaquia - Kritika &amp; Kontext Eslovenia - Dialogi - Razpotja - Sodobnost Suecia - Arena - Fronesis - Glänta - Ord&amp;Bild Turquía - Cogito (Turquía) - Varlık - K24 (revista) Ucrania - Krytyka - Prostory - Spilne Reino Unido - Índice encima Censura - Mudo - Humanista nuevo - Soundings |